# Ханза-Бранденбург D.I
Ханза-Бранденбург D.I/Hanza-Brandenburg D.I је ловачки авион направљен у Аустроугарској. Авион је први пут полетео 1916. године.

## Пројектовање и развој
Немачки и аустроугарски авиони пред и за време Првог светског рата си били разврстани у неколико категорија које су биле саставни део ознаке авиона. Наиме, ознака авиона се састојала од назива произвођача (на пр. Албартос, ОЕФФАГ, УФАГ, Ханса Бранденбург), категорије (словна ознака на пр.B, C, D) и типа авиона (бројна ознака римски број I, II, III). Класификација авиона војног ваздухопловства је имала следеће ознаке:
- - Једнокрилац двосед обично ненаоружан школски авион,
- - Двокрилац двосед старији тип са снагом мотора до 110 kW/(150 KS),
- - Двокрилац двосед новији тип са снагом мотора до 120 kW/(160 KS),
- - Двокрилац једносед - борбени авион,
- - Једнокрилац једносед - борбени авион типа ФОКЕР,
- - Двокрилац снаге мотора 260kW/(350 KS) - извиђач дугог домета,
- - Двокрилац двомоторни - велики авион,
- - Двокрилац вишемоторни - транспортни авион.

За време док је радио за фирму Ханса Бранденбург, инж. Ернст Хајнкел је пројектовао и развио неколико типова авиона Ханса Бранденбург. Авион Ханса Бранденбург D.I је ловачки двокрилни једномоторни авион. Био је главни ослонац ловачких снага аустроугарског РВ од јесени 1916. до средине 1917, на италијанском, руском и балканском ратишту. Иако је имао лоше управљачке и маневарске способности авион је служио до краја рата. Произведен је у свега 122 примерка. На основу овог авиона у аустријској фабрици авиона Феникс су развијени бољи авиони који су носили ознаке Феникс D.I, D.II и D.III.

### Технички опис
Авион Ханса Бранденбург D.I је једномоторни двокрилни једноседи авиони. Авиони су потпуно дрвене конструкције труп је обложен шперплочама, а крила су пресвучена платном а предњи део трупа на кога је причвршћен шесто цилиндарски линијски мотор Аусро-Даимлер снаге 160 KS који је обложен лимом. Елиса која покреће авион је двокрака, направљена од дрвета фиксног корака. Попречни пресек трупа је парвоугаоног облика, био је доста дубок па је авион изгледао здепаст у односу на авионе који су се тада производили. Крила су четвртастог облика са упорница у облику слова X гледано са сваке стране (спреда и са стране) па је авион према томе добио популаран назив „паук“. Горња и доња крила су истих димензија. Крилца има само на горњим крилима. Стајни трап је фиксан конвенционалног типа, напред точкови са фелнама а назад на репу авиона налази се еластична дрљача као трећа ослона тачка .

## Наоружање
| Наоружање авиона: Ханза-Бранденбург |             |
| Ватрено (стрељачко) наоружање       |             |
| Топ                                 |             |
| Митраљез                            |             |
| Број и ознака митраљеза             | 1 Шварцлозе |
| Калибар                             | 8           |
| Бомбардерско наоружање (бомбе)      |             |
| Ракетно наоружање (ракете)          |             |

## Оперативно коришћење
На бази авиона Ханса Бранденбург D.I који се по лиценци производио у аустријској фирми „Феникс“ инжењери ове фирме Л. Кирсте и Е. Шпарман су направили три авиона ове врсте Феникс  са мотором Хиеро 200  (произведено 120 примерака); нешто лакша измењена верзија Феникс  са мотором Хиеро 200  (произведено 26 примерака); Феникс  са појачаним мотором Хиеро 230  (произведено 48 примерака); и последња развијена верзија је била Феникс  са мотором Хиеро 230  (произведено 26 примерака). У конструктивном погледу ови авиони су се од оригинала разликовали у томе што су уместо „паук“ или „звезда“ упорница између крила имали по пар упорница са сваке стране затегнуте челичним сајлама. Вертикални стабилизатор и кормило правца ових авиона је било веће па је захваљујући тим изменама летне карактеристике авиона Феникс D.I; D.II и D.III биле боље од оригинала авиона Ханса Бранденбург D.I. Стајни трап је фиксан конвенционалног типа, напред точкови конструкције као у бицикла а назад на репу авиона налази се еластична дрљача као трећа ослона тачка. Шведска је после рата купила 17 авиона Феникс D.III и сама произвела 10 примерака ових авиона. Након распада Аустроугарске монархије авиони затечени на територијама новонасталих држава су коришћени у њиховим ваздухопловствима.

### Коришћење авиона Ханса Бранденбургу ваздухопловству Краљевине СХС/Југославије
Заплењени ловци Феникс D.I, Феникс D.II и Феникс D.IIа су летели у ваздухопловству Краљевине СХС. Тачан број није утврђен али се процењује да их је било око десет. Два
D.I су после рата коришћени у Словенији, у Новом Саду су се налазило бар два D.II и један D.IIа а пет авиона D.I и D.IIа који су припадали морнаричком ваздухопловству Аустроугарске заробљено је у Игалу. Авиони овог типа су углавном коришћени за обуку и тренажу пилота ловаца на новосадском аеродрому све до 1925. године.

## Земље које су користиле овај авион
| - Немачко царство - Аустроугарска - Аустрија - Мађарска - Пољска - Румунија - Чехословачка - Краљевина Југославија - Шведска |